# سیاهرگ چهره‌ای
سیاهرگ چهره‌ای یا ورید فاسیال (به انگلیسی: anterior facial vein) سیاهرگ نسبتاً بزرگی در صورت انسان است. این سیاهرگ پشت سرخرگ چهره‌ای قرار دارد و از گوشه ریشه بینی آغاز می‌شود و ادامه سیاهرگ گوشه‌چشمی است و در آنجا شمار اندکی انشعابات کوچک دریافت می‌کند. این سیاهرگ از سیاهرگ کامی بیرونی خون دریافت می‌کند و سپس به انشعابات جلویی سیاهرگ پشت‌آرواره‌ای می‌پیوندد و سرانجام به سیاهرگ وداجی (گردنی) درونی می‌ریزد.

باور غلط رایج مبنی نبود دریچه در سیاهرگ چهره‌ای، توسط پژوهش‌های اخیر رد شده‌است.
دیواره‌های این سیاهرگ سفت‌تر از دیواره‌های سیاهرگ‌های سطحی هستند.

## کالبدشناسی
سیاهرگ چهره‌ای به‌عنوان عمده‌ترین سیاهرگ ناحیه صورت در هر طرف از گوشه داخلی پلک‌ها شروع می‌شود و ضمن اینکه سیاهرگ عقب‌تر و سطحی‌تر از سرخرگ چهره‌ای قرار دارد پایین‌تر از استخوان گونه به‌واسطه سیاهرگ چهره‌ای عمقی با شبکه سیاهرگی بالی (پتریگوئید) (در گودی فروگیجگاهی) ارتباط می‌یابد. این سیاهرگ سپس از روی فک تحتانی به سمت گردن متمایل می‌شود و به سیاهرگ رتروماندیبولار می‌پیوندد.
سیاهرگ گیجگاهی سطحی (ورید تمپورال سطحی) نیز که از ناحیه گیجگاه نزول پیدا می‌کند در عقب راموس ماندیبول در تشکیل ورید رترومندیبولار مشارکت می‌کند (ورید رتروماندیبولار نیز به سهم خود با دو انشعاب به وریدهای ژوگولار خارجی و داخلی می‌پیوندد).
سیاهرگ چهره‌ای از یک سو از طریق سیاهرگ آنگولار با سیاهرگ چشمی پیوند می‌شود و از سوی دیگر از طریق سیاهرگ عمقی چهره‌ای به شبکه سیاهرگی بالی راه دارد. بنا بر این از هر دو مسیر یادشده می‌تواند با خون وریدی سینوس کاورنوزوس در کف جمجمه ارتباط پیدا کند. با این توصیف هرگونه عفونت ناشی از جوش‌های ناحیة صورت ممکن است به این سینوس وریدی راه یافته و با اٍدم سینوسی، آن دسته از اعصاب مغزی را که از محدوده سینوس کاورنوزوس می‌گذرند متأثر نماید.

## نگاره‌های دیگر

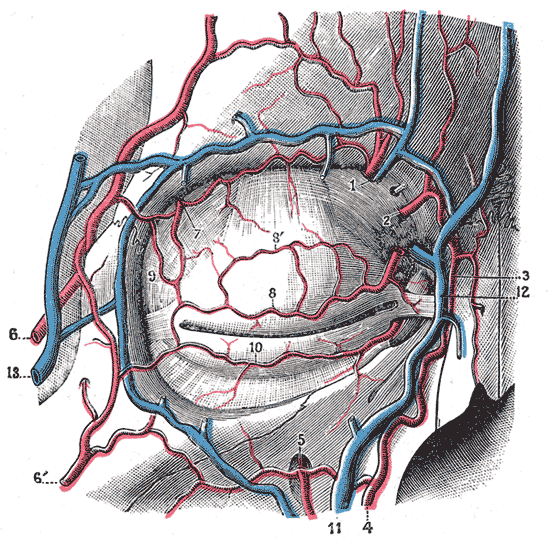
رگ‌ها خونی پلک
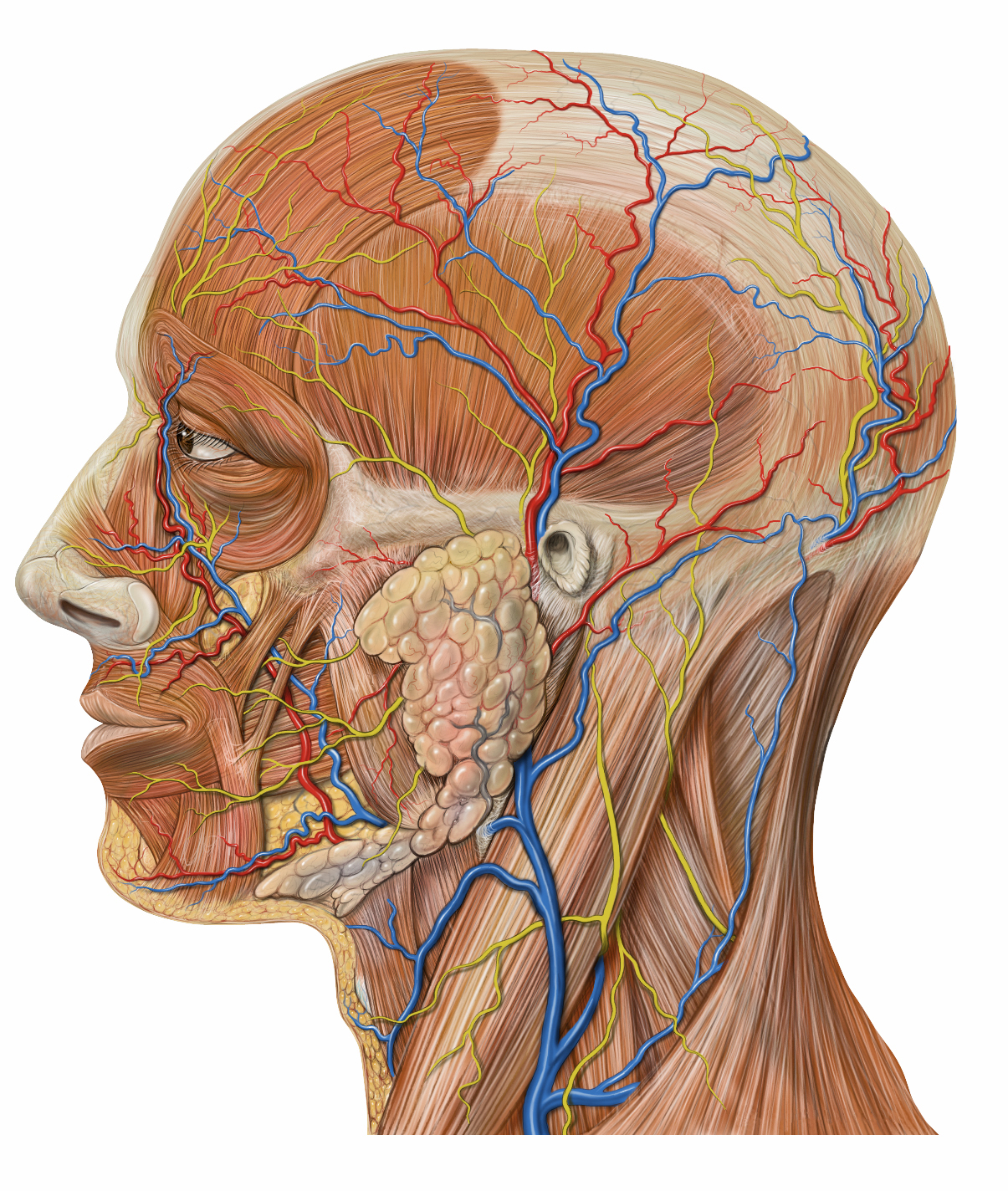
کالبدشناسی عرضی سر انسان
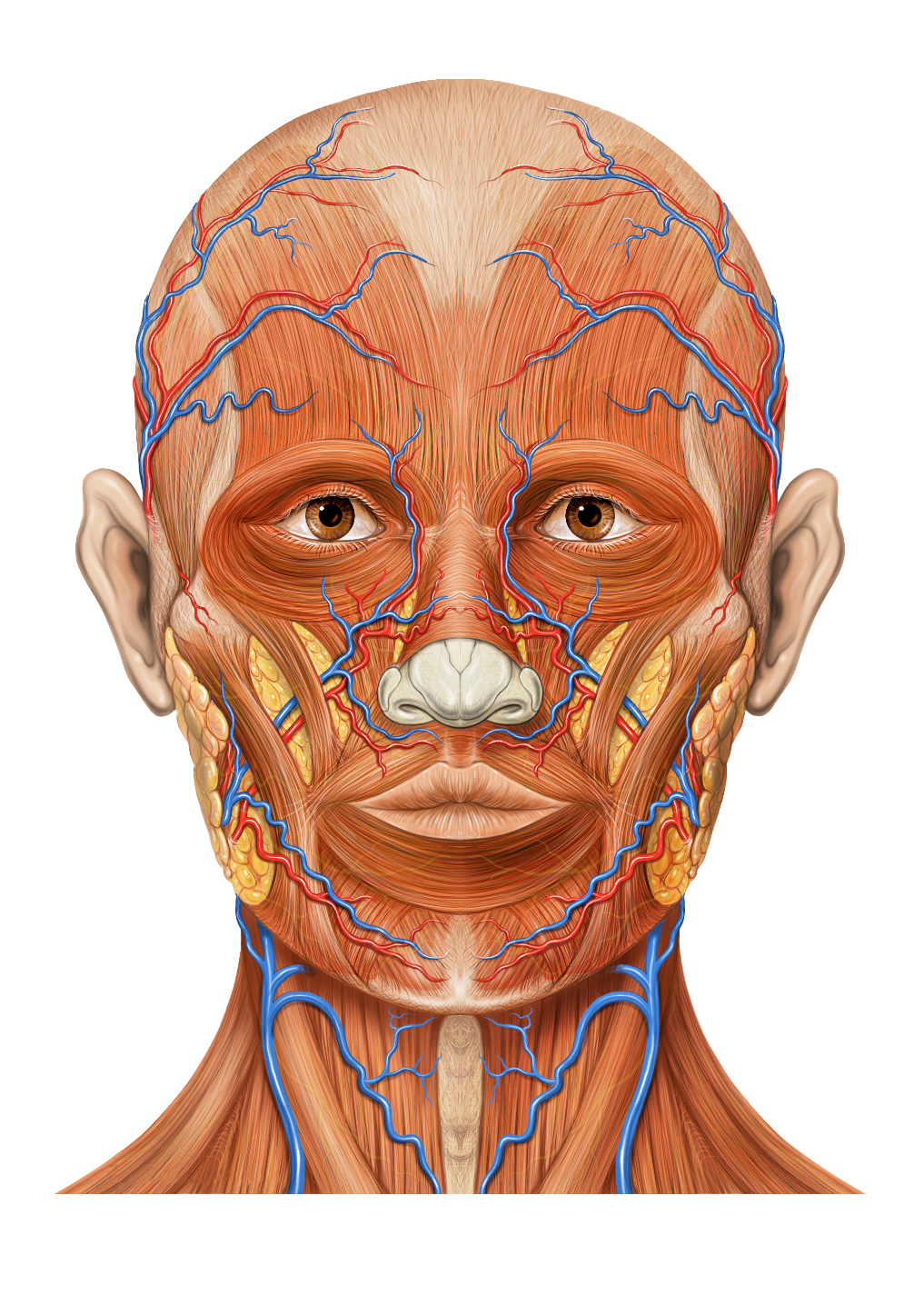
کالبدشناسی سر انسان از جلو
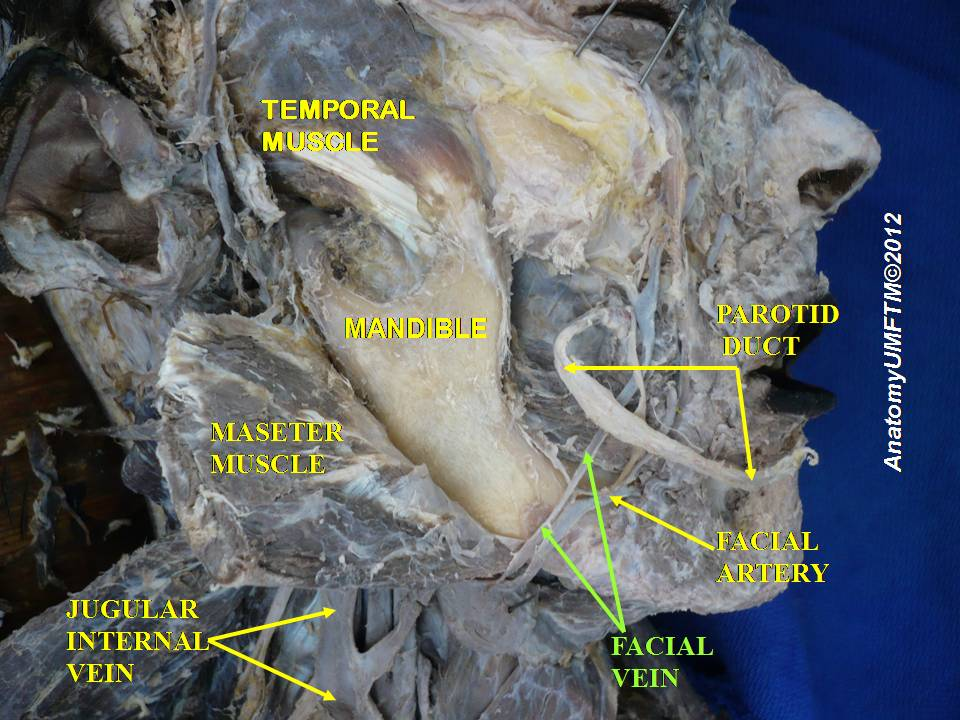
کالبدشکافی سر انسان (سیاهرگ چهره‌ای نشانه گذاری شده‌است)
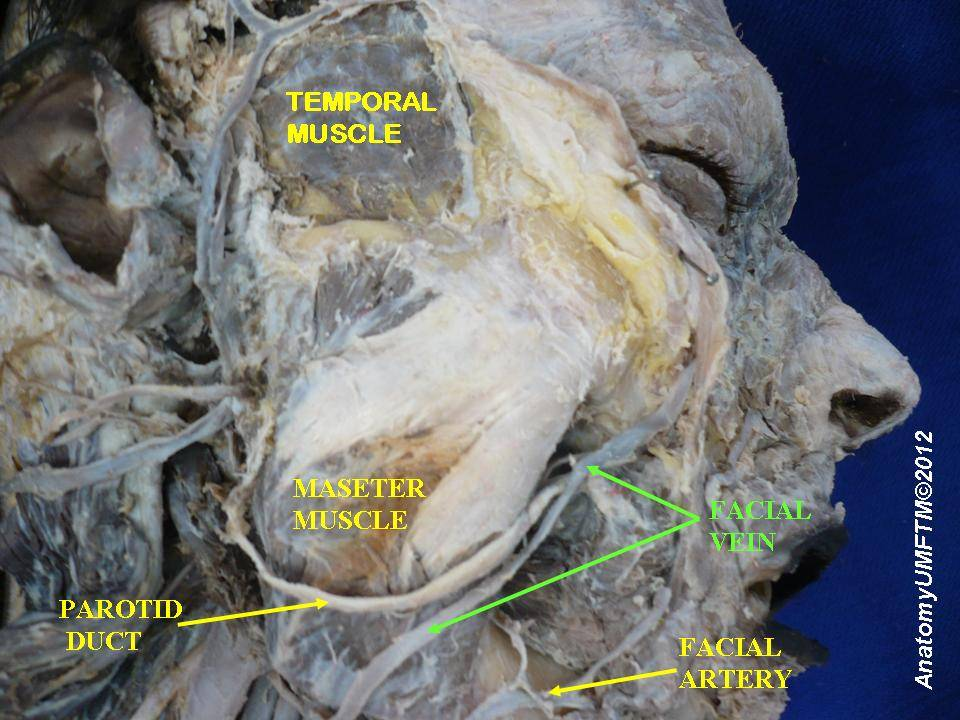
کالبدشکافی سر انسان (سیاهرگ چهره‌ای نشانه گذاری شده‌است)